# آدیشی
آدیشی (به لاتین: Adishi) یک منطقهٔ مسکونی در گرجستان است که در سامگرلو-زمو سوانتی واقع شده‌است.